# Jean-Claude Frison
Pour les articles homonymes, voir Frison.
Jean-Claude Frison est un comédien belge né le 6 juillet 1946 à Uccle, Région de Bruxelles-Capitale.

## Biographie
Jean-Claude Frison est le fils du compositeur et chef d'orchestre militaire belge Charles Frison et de Marie Virginie Blache.
Dans le courant des années 1960, il entame des études d'art dramatique à l'Institut des arts de diffusion (IAD). Il commence ensuite sa carrière professionnelle dans différents théâtres bruxellois. 
En 1973, il épouse la comédienne Ania Guédroïtz dont il a un fils Michaël Frison, né en 1974. En 1985, de son union avec la comédienne Monique Kerkhof, il a une fille, Sophie Frison.  
En 1989, il est nommé chevalier de l'ordre de Léopold II. 

Depuis 2018, il est installé dans le Midi de la France avec sa compagne Marie Bastin.

## Théâtre
- 1966-1967 : Le Dernier Jour d'un condamné de Victor Hugo adapté par André Desrameaux au Théâtre Poème
- 1967-1968 : Futopie de Nathan Grigorieff au Théâtre 140
- 1967-1968 : Miguel Manara de Oscar Vladislas de Lubicz-Milosz au Palais des beaux-arts de Bruxelles
- 1968-1969 : L'Aurore rouge et noire de Fernando Arrabal au Théâtre de Poche
- 1968-1969 : Futopie de Nathan Grigorieff au Théâtre 140
- 1968-1969 : Macbird! de Barbara Garson au Théâtre de Poche
- 1968-1969 : Les Malheurs de Sophie de la Comtesse de Ségur au Théâtre 140
- 1968-1969 : Teenagerlove de Ernst Bruun Olsen (es) au Théâtre 140
- 1969-1970 : Kaddish d'Allen Ginsberg au Théâtre de Poche
- 1969-1970 : Truffaldin, Valet de deux Maîtres de Carlo Goldoni au Théâtre 140
- 1969-1970 : Zigger-Zagger de Peter Terson (en) au Théâtre national de Belgique
- 1970-1971 : Conduite inadmissible de Barry England au Théâtre National de Belgique
- 1970-1971 : Dom Juan de Molière au Théâtre de l'Esprit Frappeur
- 1972-1973 : La Bonne âme de Sé-Tchouan de Bertolt Brecht au Théâtre National de Belgique
- 1972-1973 : Les Caprices de Marianne d'Alfred de Musset au Théâtre National de Belgique
- 1972-1973 : Mangeront-ils ? de Victor Hugo au Théâtre National de Belgique
- 1972-1973 : Mesure pour mesure de William Shakespeare au Théâtre du Parvis
- 1972-1973 : Restez donc jusqu'au petit déjeuner! de Ray Cooney et Gene Stone au Théâtre National de Belgique
- 1972-1973 : Le Troisième Jour de Ladislas Fodor à la Comédie Claude Volter
- 1973-1974 : La Carte forcée (Hobson's Choise) d'Harold Brighouse (en) au Théâtre National de Belgique
- 1973-1974 : Restez donc jusqu'au petit déjeuner! de Ray Cooney et Gene Stone au Théâtre National de Belgique
- 1973-1974 : Turcaret d'Alain-René Lesage au Théâtre National de Belgique
- 1974-1975	: La Carte forcée (Hobson's Choise) d'Harold Brighouse au Théâtre National de Belgique
- 1974-1975 : La Création du Monde et autres business d'Arthur Miller au Théâtre National de Belgique
- 1974-1975 : Madame Sans-Gêne de Victorien Sardou à la Comédie Claude Volter
- 1974-1975 : Pauvre Bitos de Jean Anouilh à la Comédie Claude Volter
- 1974-1975 : Le Premier d'Israël Horovitz au Théâtre National de Belgique
- 1974-1975 : Restez donc jusqu'au petit déjeuner! de Ray Cooney et Gene Stone au Théâtre National de Belgique
- 1974-1975 : Tartuffe de Molière à la Comédie Claude Volter
- 1975-1976	: Les Emigrés de Slawomir Mrozek au Théâtre National de Belgique
- 1975-1976 : Le Malade imaginaire de Molière au Théâtre National de Belgique
- 1975-1976 : Le Poignard masqué d'Auguste Anicet-Bourgeois au Théâtre National de Belgique
- 1975-1976 : Le Premier d'Israël Horovitz au Théâtre National de Belgique
- 1976-1977	: Les Emigrés de Slawomir Mrozek au Théâtre National de Belgique
- 1976-1977 : Pauvre assassin de Pavel Kohout et Robert Thomas au Théâtre National de Belgique
- 1976-1977 : Peer Gynt d'Henrik Ibsen au Théâtre National de Belgique
- 1976-1977 : Péléas et Mélisande de Maurice Maeterlinck au Théâtre National de Belgique
- 1976-1977 : Le Poignard masqué d'Auguste Anicet-Bourgeois au Théâtre National de Belgique
- 1977-1978	: Le Cid de Corneille au Théâtre National de Belgique
- 1977-1978 : Les Emigrés de Sławomir Mrożek au Théâtre National de Belgique
- 1977-1978 : La Forêt d'Alexandre Ostrovski au Théâtre National de Belgique
- 1977-1978 : Le Premier d'Israël Horowitz	au Groupe Animation Théâtre
- 1978-1979 :  Le Cid de Corneille au Théâtre National de Belgique
- 1978-1979 : Les Emigrés de Slawomir Mrozek au Théâtre National de Belgique
- 1978-1979 : La Forêt d'Alexandre Nikolaïevitch Ostrovski au Théâtre National de Belgique
- 1978-1979 : Roméo et Juliette de William Shakespeare au Théâtre National de Belgique
- 1978-1979 : Le Testament de Lénine de Vladimir Ilitch Lénine au Théâtre National de Belgique
- 1979-1980 : La Balade du Grand Macabre de Michel de Ghelderode au Théâtre National de Belgique
- 1979-1980 : La Dame de chez Maxim de Georges Feydeau au Théâtre National de Belgique
- 1979-1980 : Ma vie est-elle à moi ? de Brian Clark au Théâtre National de Belgique
- 1979-1980 : Le Testament de Lénine de Vladimir Ilitch Lénine au Théâtre National de Belgique
- 1979-1980 : Trahisons d'Harold Pinter au Théâtre National de Belgique
- 1980-1981 : La Balade du Grand Macabre de Michel de Ghelderode au Théâtre National de Belgique
- 1980-1981 : Cyrano de Bergerac d'Edmond Rostand au Théâtre National de Belgique
- 1980-1981 : Mesure pour mesure de William Shakespeare au Théâtre National de Belgique
- 1980-1981 : Le Premier d'Israël Horovitz au Théâtre National de Belgique
- 1980-1981 : Trahison d'Harold Pinter au Théâtre National de Belgique
- 1981-1982 : L'Alchimiste (The Alchemist) de Ben Jonson au Théâtre National de Belgique
- 1981-1982 : Caligula d'Albert Camus au Théâtre National de Belgique
- 1981-1982 : Cyrano de Bergerac d'Edmond Rostand au Théâtre National de Belgique
- 1981-1982 : Le Suicidaire de Nikolaï Erdman au Théâtre National de Belgique
- 1982-1983 : Cyrano de Bergerac d'Edmond Rostand au Théâtre National de Belgique
- 1982-1983 : Dom Juan de Molière au Théâtre National de Belgique
- 1982-1983 : Maria contre les anges de Pavel Kohout au Théâtre National de Belgique
- 1982-1983 : Sainte Jeanne de George Bernard Shaw au Théâtre National de Belgique
- 1982-1983 : Le Suicidaire de Nikolaï Erdman au Théâtre National de Belgique
- 1982-1983 : Les Troyennes d'Euripide au Théâtre National de Belgique
- 1983-1984 : Caligula d'Albert Camus au Théâtre National de Belgique
- 1983-1984 : Frankenstein de Mary Shelley au Théâtre National de Belgique
- 1983-1984 : Maison de poupée d'Henrik Ibsen au Théâtre National de Belgique
- 1983-1984 : La Tosca de Victorien Sardou au Théâtre royal du Parc
- 1984-1985 : Hollywood ! Hollywood ! de Christopher Hampton au Théâtre National de Belgique
- 1984-1985 : Le Misanthrope de Molière au Théâtre National de Belgique
- 1984-1985 : Les Troyennes d'Euripide au Théâtre National de Belgique
- 1984-1985 : Vous ne l'emporterez pas avec vous de George S. Kaufman et Moss Hart au Théâtre National de Belgique
- 1985-1986 : Les Bienfaiteurs d'Eugène Brieux au Théâtre National de Belgique
- 1985-1986 : Comme il vous plaira de William Shakespeare au Théâtre National de Belgique
- 1985-1986 : Miel sauvage d'après Anton Tchekhov au Théâtre National de Belgique
- 1985-1986 : Le Misanthrope de Molière au Théâtre National de Belgique
- 1986-1987 : Comme il vous plaira de William Shakespeare au Théâtre National de Belgique
- 1986-1987 : Coriolan de William Shakespeare au Théâtre National de Belgique
- 1986-1987 : Les Fourberies de Scapin de Molière au Théâtre National de Belgique
- 1986-1987 : Miel sauvage d'après Anton Tchekhov au Théâtre National de Belgique
- 1987-1988 : César et Cléopâtre de George Bernard Shaw au Théâtre royal du Parc
- 1987-1988 : Coriolan de William Shakespeare au Théâtre National de Belgique
- 1987-1988 : Les Fourberies de Scapin de Molière au Théâtre royal du Parc
- 1987-1988 : La Mère de Stanislaw-Ignacy Witkiewicz au Théâtre royal du Parc
- 1987-1988 : Phèdre[1] de Jean Racine au Théâtre royal du Parc
- 1987-1988 : Tailleur pour dames de Georges Feydeau au Théâtre royal du Parc
- 1987-1988 : Thyl Ulenspiegel d'après Charles De Coster au Théâtre royal du Parc
- 1988-1989 : L'Apocalypse de Saint Jean au Théâtre de Poche
- 1988-1989 : Faisons un rêve de Sacha Guitry au Théâtre royal du Parc
- 1988-1989 : Les Mains sales de Jean-Paul Sartre au Théâtre royal du Parc
- 1988-1989 : Que se passe-t-il donc ? de James Mc Donald au Théâtre royal du Parc
- 1988-1989 : Tailleur pour dames de Georges Feydeau au Théâtre royal du Parc
- 1988-1989 : Vendredi ou Les limbes du Pacifique de Michel Tournier adapté par Christian Lepaffe au Théâtre de l’Esprit Frappeur
- 1989-1990 : Faisons un rêve de Sacha Guitry au Théâtre Royal du Parc
- 1989-1990 : Les Justes d'Albert Camus au Théâtre royal du Parc
- 1989-1990 : Le Lion en hiver (en) de James Goldman au Théâtre royal du Parc
- 1989-1990 : Le Mariage de Figaro ou la folle journée de Beaumarchais au Théâtre royal du Parc
- 1990-1991 : Dom Juan de Molière au Théâtre royal du Parc
- 1990-1991 : Les Fausses Confidences de Marivaux au Théâtre royal du Parc
- 1990-1991 : Jean de La Lune de Marcel Achard au Théâtre royal du Parc
- 1990-1991 : Réveille-toi, Philadelphie ! de François Billetdoux au Théâtre royal du Parc
- 1991-1992 : L’Éloignement de Loleh Bellon au Théâtre royal du Parc
- 1991-1992 : Hamlet de Shakespeare au Théâtre royal du Parc
- 1991-1992 : Richard de Gaston Compère (d'après Shakespeare) au Théâtre royal du Parc
- 1992-1993 : La Balade du Grand Macabre de Michel de Ghelderode au Théâtre National de Belgique
- 1992-1993 : Délire en roue libre de Woody Allais et Alphonse Allen au Théâtre du Résidence-Palace
- 1992-1993 : Louis II de Bavière, fou (lecture-spectacle) au Centre Culturel d'Etterbeek
- 1992-1993 : Marat-Sade de Peter Weiss au Théâtre royal du Parc
- 1992-1993 : Les Sanctuaires de Victoria Swann de René Lambert au Théâtre royal du Parc
- 1992-1993 : Le Souper de Jean-Claude Brisville au Théâtre royal du Parc
- 1993-1994 : Bibliothécaire (lecture-spectacle) au Théâtre du Résidence-Palace
- 1993-1994 : Huis clos de Jean-Paul Sartre au Théâtre royal du Parc
- 1993-1994 : Tartuffe de Molière au Théâtre royal du Parc
- 1993-1994 : Voltaire-Rousseau de Jean-François Prévand au Théâtre royal du Parc
- 1994-1995 : Hedda Gabler d'Henrik Ibsen au Théâtre royal du Parc
- 1994-1995 : Moi Clytemnestre de Jean-Claude Idée au Théâtre royal du Parc
- 1994-1995 : Rhinocéros d'Eugène Ionesco au Théâtre Royal du Parc
- 1995-1996 : En attendant les bœufs de Christian Dob au Théâtre royal du Parc
- 1995-1996 : Hedda Gabler d'Henrik Ibsen au Théâtre royal du Parc
- 1995-1996 : Louis II de Bavière, fou de Bernard Renan au Théâtre royal du Parc
- 1995-1996 : Volpone de Ben Jonson au Théâtre royal du Parc
- 1996-1997 : La folie Van Gogh de Bernard Houssiau et Robert-Frédéric Rudin au Théâtre royal du Parc
- 1996-1997 : Lorenzaccio d'Alfred de Musset au Théâtre royal du Parc
- 1996-1997 : Mozart assassiné ? de Jacques Neefs et Jérôme Van Win au Théâtre royal du Parc
- 1997-1998 : Le Barbier de Séville de Beaumarchais au Théâtre royal du Parc
- 1997-1998 : Le Diable et la favorite[2] de John Peacock au Théâtre royal du Parc
- 1997-1998 : Dracula de Bram Stoker au Théâtre de la Valette
- 1997-1998 : Mademoiselle Jaïre de Michel de Ghelderode au Théâtre royal du Parc
- 1997-1998 : Sherlock Holmes de William Gillette au Théâtre de la Valette
- 1998-1999 : Providentiels fantômes d'Eduardo De Filippo au Théâtre royal du Parc
- 1998-1999 : Le Revizor de Nicolaï Gogol au Théâtre royal du Parc
- 1998-1999 : La Soif et la Faim d'Eugène Ionesco au Théâtre royal du Parc
- 1999-2000 : Les Aiguilleurs de Brian Phellan au Théâtre Jean Villar
- 1999-2000 : L'Avare[3] de Molière au Théâtre royal du Parc
- 1999-2000 : Feu la mère de Madame de Georges Feydeau au Théâtre Royal du Parc
- 1999-2000 : Piège mortel d'Ira Levin à la Comédie Claude Volter
- 2000-2001 : L'Avare[3] de Molière au Théâtre royal du Parc
- 2000-2001 : Dom Juan de Molière au Théâtre de la Valette
- 2000-2001 : Faisons un rêve de Sacha Guitry au Théâtre royal du Parc
- 2000-2001 : Faust, Goethe et les autres[4] de Jean-Claude Idée au Théâtre royal du Parc
- 2000-2001 : Johann Padan à la découverte des Amériques[5] de Dario Fo au Théâtre royal du Parc
- 2001-2002 : Cyrano de Bergerac d'Edmond Rostand au Théâtre royal du Parc
- 2001-2002 : Elisabeth Ire : le cœur d'une femme, le pouvoir d'une reine de Thilde Barboni (lecture-spectacle) au Festival de Théâtre de Spa
- 2001-2002 : Johann Padan à la découverte des Amériques de Dario Fo au Théâtre Royal du Parc
- 2001-2002 : Les Troyennes d'Euripide au Théâtre royal du Parc
- 2001-2002 : Un amour de vitrine de Richard Olivier au Théâtre royal du Parc
- 2002-2003 : Cinna de Corneille au Théâtre royal du Parc
- 2002-2003 : La Cruche cassée d'Heinrich von Kleist au Théâtre royal du Parc
- 2002-2003 : Le Diable et le Bon Dieu de Jean-Paul Sartre au Théâtre royal du Parc
- 2002-2003 : Elisabeth Ire : le cœur d'une femme, le pouvoir d'une reine de Thilde Barboni (lecture-spectacle) au Théâtre de la Place des Martyrs
- 2002-2003 : Johann Padan à la découverte des Amériques de Dario Fo au Centre Culturel Régional de Charleroi
- 2003-2004 : À torts et à raisons de Ronald Harwood au Théâtre royal du Parc
- 2003-2004 : Johann Padan à la découverte des Amériques de Dario Fo au Théâtre royal du Parc
- 2003-2004 : Liberty de Jean-François Viot (lecture-spectacle) au Festival de Théâtre de Spa
- 2003-2004 : Le Tableau de Poussin de Jacques-Pierre Amette (lecture-spectacle) au Théâtre royal du Parc
- 2004-2005 : L'École des femmes[6] de Molière au Théâtre royal du Parc
- 2004-2005 : Elisabeth, femme presque par hasard de Thilde Barboni au Théâtre royal du Parc
- 2004-2005 : Pygmalion de George Bernard Shaw au Théâtre royal du Parc
- 2005-2006 : Le Bigame de Pascal Vrebos (lecture-spectacle) au Théâtre royal du Parc
- 2005-2006 : Casanova ou l’œil du Lycanthrope (lecture spectacle) au Théâtre Royal du Parc de Bernard Renan
- 2005-2006 : Le Chef-d’œuvre inconnu d'Honoré de Balzac (lecture spectacle) au Théâtre de la Place des Martyrs
- 2005-2006 : Don Quichotte de Miguel de Cervantes au Théâtre royal du Parc
- 2005-2006 : La double inconstance de Marivaux au Théâtre royal du Parc
- 2005-2006 : Maison de vacances de Thilde Barboni (lecture-spectacle) au Magasin d'écriture théâtrale
- 2005-2006 : La Nuit de Valognes d'Éric-Emmanuel Schmitt au Théâtre royal du Parc
- 2006-2007 : Amadeus[7] de Peter Shaffer au Théâtre royal du Parc
- 2006-2007 : Candide de Voltaire au Théâtre royal du Parc
- 2006-2007 : La Dernière Nuit en Italie de Gianfranco Calligarich (lecture-spectacle) au Théâtre Royal du Parc
- 2006-2007 : Fontenelle ou La Pluralité des Armes d'Eric Serkhine (lecture-spectacle) au Théâtre Royal du Parc
- 2006-2007 : Knock ou le Triomphe de la médecine de Jules Romains au Théâtre royal du Parc
- 2007-2008 : L'Apostat de Régis Debray (lecture-spectacle) au Théâtre royal du Parc
- 2007-2008 : La guerre de Troie n'aura pas lieu de Jean Giraudoux au Théâtre royal du Parc
- 2007-2008 : L'Impromptu de Versailles de Molière au Théâtre royal du Parc
- 2007-2008 : Love Letters d'Albert Ramsdell Gurney au Théâtre de la Valette
- 2007-2008 : Les Précieuses ridicules de Molière au Théâtre royal du Parc
- 2007-2008 : Le Songe d'une nuit d'été de William Shakespeare au Théâtre royal du Parc
- 2008-2009 : L'Aiglon[8] d'Edmond Rostand au Théâtre royal du Parc
- 2008-2009 : L'Apostat de Régis Debray au Théâtre royal du Parc
- 2008-2009 : Les grandes occasions[9] de Bernard Slade au Théâtre royal du Parc
- 2008-2009 : Le piano de Staline[10] de David Pownall au Théâtre royal du Parc
- 2009-2010 : L'Apostat[11] de Régis Debray (lecture-spectacle) au Théâtre Jean Vilar
- 2009-2010 : La Danse de l'Albatros[12] de Gérald Sibleyras au Théâtre royal du Parc
- 2009-2010 : Le Fantôme et Madame Muir de Catherine Aymerie (lecture-spectacle) au Théâtre royal du Parc
- 2009-2010 : La Folle de Chaillot de Jean Giraudoux au Théâtre royal du Parc
- 2009-2010 : Le neveu de Rameau et supplément au Bougainville[13] de Denis Diderot au Théâtre royal du Parc
- 2010-2011 : Autant en emporte l'argent de Ron Hutchinson au Théâtre royal du Parc
- 2010-2011 : Le Diable rouge[14] d'Antoine Rault au Théâtre royal du Parc
- 2010-2011 : Les Caprices de Marianne et Fantasio d'Alfred de Musset au Théâtre royal du Parc
- 2011-2012	: 1830 : Les Evènements de la Belgique (lecture-spectacle)	adapté par Jean-Claude Idée au Théâtre de la Place des Martyrs
- 2011-2012 : Amen (le vicaire)[15] de Rolf Hochhuth au Théâtre royal des Galeries
- 2011-2012 : Les Cabots magnifiques[16] de Thierry Debroux au Théâtre royal du Parc
- 2011-2012 : Les rêves du Marquis de Sade de Pasi Lampela (fi) (lecture-spectacle) au Théâtre de Poche
- 2011-2012 : Viva ! de Vincent Engel au Théâtre de la Place des Martyrs
- 2011-2012 : Voyage avec ma tante[17] de Giles Pollock Havergal (en) au Théâtre de la Valette
- 2012-2013 : L'Affrontement de Bill Davis au Théâtre de la Valette.
- 2012-2013 : Les Larmes de Nietzsche d'Irvin D. Yalom (lecture-spectacle) au Magasin d'écriture théâtrale
- 2012-2013 : Sentiments provisoires[18] de Gérald Aubert à la Comédie Claude Volter
- 2012-2013 : Sortie de scène[19], de Nicolas Bedos au Théâtre royal des Galeries
- 2013-2014 : Le Banc de Gérald Sibleyras au Théâtre de la Valette
- 2013-2014 : Excès[20] de Jacques Mercier (lecture-spectacle) au Magasin d'écriture théâtrale
- 2013-2014 : L’Innocence du devenir ou la vie de Frédéric Nietzsche[21] de Michel Onfray (lecture-spectacle) au Centre Culturel d’Uccle
- 2013-2014 : Les Larmes de Nietzsche d'Irvin D. Yalom (lecture-spectacle) au Centre culturel des Riches-Claires
- 2013-2014 : Leçon de Démocrite de Michel Onfray (lecture-spectacle) à Wolubilis
- 2013-2014 : Le Recours aux forêts et La Sagesse des abeilles de Michel Onfray (lecture-spectacle) au Théâtre Hébertot
- 2013-2014 : Sentiments provisoires de Gérald Aubert à la Comédie Claude Volter
- 2013-2014 : Si tu mourais…[22] de Florian Zeller à la Comédie Claude Volter
- 2014-2015 : À l’école Rita ![23] de Willy Russell au Théâtre de la Valette
- 2014-2015 : Indépendance de Jean-François Viot (lecture-spectacle) au Théâtre Blocry
- 2014-2015 : Johan Padan à la découverte des Amériques de Dario Fo au Théâtre Poème 2
- 2014-2015 : Les Larmes de Nietzsche[24] d'Irvin D. Yalom au Magasin d'écriture théâtrale
- 2014-2015 : Si tu mourais… de Florian Zeller au Château du Karreveld
- 2015-2016 : Diplomatie de Cyril Gély au Théâtre de la Valette
- 2015-2016 : La Colère du Tigre de Philippe Madral à la Comédie Claude Volter
- 2016-2017 : Les Larmes de Nietzsche d'Irvin D. Yalom à la Comédie Claude Volter
- 2016-2017 : Bonté divine ! de Frédéric Lenoir et Louis-Michel Colla au Théâtre de la Valette
- 2017-2018 : Les 39 marches de John Buchan au Théâtre de la Valette
- 2017-2018 : Elvire d'Henry Bernstein	à la Comédie Claude Volter

NB : Liste non exhaustive

## Filmographie

### Court métrage
- 1990 : Téléphone sans film[25] réalisé par Jean-Luc Goossens et Didier Verbeeck

### DVD
- 2001 : L'Avare de Molière (Collection Copat)
- 2001 : Le Barbier de Séville de Beaumarchais (Collection Copat)
- 2003 : Phèdre de Jean Racine (Collection Copat)
- 2003 : Mademoiselle Jaïre de Michel de Ghelderode (Collection Copat)
- 2006 : Don Quichotte de Miguel de Cervantes (Collection Copat)
- 2007 : Le Meilleur du Théâtre de Molière - Coffret (Collection Copat)

## Prix
- Ève du théâtre (1981)
- Prix de la presse du Challenge théâtral[Quand ?]

## Distinction
- Chevalier de l'ordre de Léopold II

## Association
- Jusqu'en 2016, Jean-Claude Frison fut le vice-président de l'Association internationale Michel de Ghelderode[26]